# Vladimír Šucha
Vladimír Šucha (* 1961) ist ein slowakischer Beamter der Europäischen Union (EU). Er war von 2014 bis 2019 Generaldirektor der Gemeinsamen Forschungsstelle der EU. Seit 2022 ist er Leiter der Vertretung der Europäischen Kommission in Bratislava. Damit ist er offizieller Vertreter der Europäischen Kommission in der Slowakei.

## Leben und Beruf
Vladimír Šucha studierte Geologie an der Comenius-Universität Bratislava mit Master 1985 und wurde 1991 an der Slowakischen Akademie der Wissenschaften promoviert. Ab 1995 hatte er eine Assistenzprofessur in Bratislava inne, ab 2002 einen Lehrstuhl. Seine Forschungsgebiete waren insbesondere ultrafeine Partikel und ihre Eigenschaften sowie Fragen des Recyclings.
Seit 2000 engagiert sich Šucha beruflich im europäischen Rahmen. Er wechselte zunächst bis 2004 mit den Themengebieten Forschung, Bildung und Kultur an die slowakische Vertretung der EU und war dann für ein Jahr als Berater des slowakischen Forschungsministeriums in EU-Angelegenheiten tätig. Es folgte ein Jahr in der Leitung der slowakischen Forschungs- und Entwicklungsagentur bis 2006. Er wechselte dann in den Dienst der Europäischen Kommission und war bis 2012 in der Generaldirektion für Bildung und Kultur Direktor für Kultur und Medien.
Vom 1. Januar 2014 bis zum 31. Oktober 2019 war er Generaldirektor der Gemeinsamen Forschungsstelle, deren stellvertretende Leitung er seit 2012 innegehabt hatte.
2020 war er als Sonderberater in der Generaldirektion Bildung und Kultur (GD EAC) tätig. Anfang 2021 übernahm Šucha das Amt eines leitenden politischen Beraters der UNESCO. In dieser Funktion war er vornehmlich mit der Entwicklung eines weltweiten Systems für die Nutzung wissenschaftlicher Erkenntnisse zur Unterstützung des gesellschaftlichen Wandels beschäft.
Šucha wurde im November 2021 zum Leiter der Vertretung der Europäischen Kommission in Bratislava ernannt; das Amt trat er Anfang Januar 2022 an.